# Belisana fengzheni
Espèce
Belisana fengzheni est une espèce d'araignées aranéomorphes de la famille des Pholcidae.

## Distribution
Cette espèce est endémique du Yunnan en Chine,. Elle se rencontre dans le xian de Mengla.

## Description
Le mâle holotype mesure 1,65 mm et la femelle paratype 1,94 mm.

## Systématique et taxinomie
Cette espèce a été décrite par Li, Zheng et Yao en 2023.

## Étymologie
Cette espèce est nommée en l'honneur de Feng-zhen Wang.

## Publication originale
- Zhao, Yang, Li, Zheng & Yao, 2023 : « A further study on the Belisana spiders (Araneae: Pholcidae) from Xishuangbanna, Yunnan, China. » Zootaxa, no 5351(5), p. 543-558.